# República Soviética Húngara
A República Soviética Húngara (em húngaro:  Magyarországi Tanácsköztársaság) foi um regime socialista efêmero, governado pela união do Partido Social Democrata Húngaro com o Partido Comunista da Hungria. Foi proclamada em 21 de março de 1919, após a queda de Mihály Károlyi, e teve seu fim em 1 de agosto do mesmo ano, com a chegada de Gyula Peidl ao poder e a restauração da República Democrática Húngara. A figura mais importante da República Soviética Húngara foi o comunista Béla Kun, Comissário de Relações Exteriores. O gabinete do governo, no entanto, era formado por uma maioria socialista, e seu primeiro-ministro foi o líder sindical Sándor Garbai.
Formado após a apresentação do ultimato do coronel francês Ferdinand Vyx a Károlyi, exigindo a retirada das tropas húngaras dos territórios a serem entregues aos romenos, o governo soviético tentou chegar a um acordo com a Entente para levantar o bloqueio econômico e reaver o traçado das novas fronteiras e buscou o reconhecimento das potências vencedoras da Primeira Guerra Mundial. O Exército foi reorganizado e o governo buscou recuperar os territórios perdidos para os países vizinhos, o que inicialmente deu ao regime um grande respaldo popular. No entanto, extremamente indisciplinado e em desvantagem numérica, o Exército Vermelho húngaro sofreu sucessivas derrotas militares, e no início de agosto, tropas romenas entraram em Budapeste, poucos dias após a queda da república soviética.
Apesar da guerra com os países vizinhos, o governo se mostrou determinado a implantar o socialismo de forma imediata, seguindo o exemplo dos bolcheviques russos e realizando grandes reformas e medidas contra aqueles que eram considerados "inimigos da classe trabalhadora", e assim perdendo rapidamente seu apoio inicial. As reformas foram aplicadas de modo autoritário e fracassaram por conta da inexperiência dos membros do governo, assim como pela sua ingenuidade política e econômica, demonstrada em algumas de suas medidas. Especialmente no campo, onde as terras foram nacionalizadas e transformadas em cooperativas governamentais, as políticas do governo soviético encontraram grande oposição. Outras medidas, como a nacionalização das indústrias e empresas e o controle dos preços, resultaram na queda da produtividade e no aumento da inflação.
Incapaz de implementar as reformas e após sucessivas derrotas militares, entre junho e julho o governo soviético acabou perdendo o apoio popular. Já no início de agosto, o governo soviético foi dissolvido, seus líderes fugiram para o exterior ou passaram à clandestinidade e o poder voltava para as mãos da antiga aristocracia feudal conservadora.

## Antecedentes

### Fim do império e proclamação da república
Após a derrota do Império Austro-Húngaro na Primeira Guerra Mundial, o movimento revolucionário de massas se intensificou de tal forma que mesmo a polícia e algumas unidades do Exército passaram a apoiá-lo. Com o triunfo da Revolução dos Crisântemos, Mihály Károlyi foi nomeado primeiro-ministro no dia 31 de outubro com o apoio do Conselho Nacional, formado pelo Partido Social Democrata Húngaro (PSD), pelo Partido Radical Cívico Nacional e pelo grupo de Károlyi. O regente da Hungria, José Augusto da Áustria, após muita pressão e insistência, conseguiu fazer com que o imperador Carlos I aceitasse a proclamação da república exigida pelo Conselho Nacional. O novo governo, porém, teve dificuldades em resolver os graves problemas que assolavam o país, como a fome, a inflação e o desemprego. A reforma agrária prometida pelo novo governo também não foi realizada. Apesar da dissolução do antigo parlamento e da proclamação do sufrágio universal, não houve novas eleições.
A República Democrática da Hungria, proclamada em 16 de novembro de 1918 e liderada por Károlyi, teve que se apoiar nos sindicatos para evitar a desordem social no país, proporcionada pelo colapso da antiga administração governamental e pela desorganização do exército. Ao mesmo tempo, o novo governo teve que lidar com os diversos conselhos de operários, soldados e camponeses que surgiam no país. O governo conseguiu manter parcialmente a ordem com a promessa de uma reforma agrária, acalmando a agitação no campo, e também com a desmobilização de mais de um milhão de soldados, mas teve que manter um número significativo deles nas guarnições urbanas para evitar uma radicalização, já que estes soldados careciam de emprego e de sustento fora das forças armadas. Enfrentando graves problemas e antigas reivindicações populares que não podiam ser atendidas no contexto de crise pós-guerra, o Conselho de Ministros teve que lidar com protestos cada vez mais numerosos, encabeçados pelos comunistas, que denunciavam a manutenção das desigualdades no país e encorajavam os camponeses e operários a tomarem o poder.

### Fundação e crescimento do Partido Comunista da Hungria

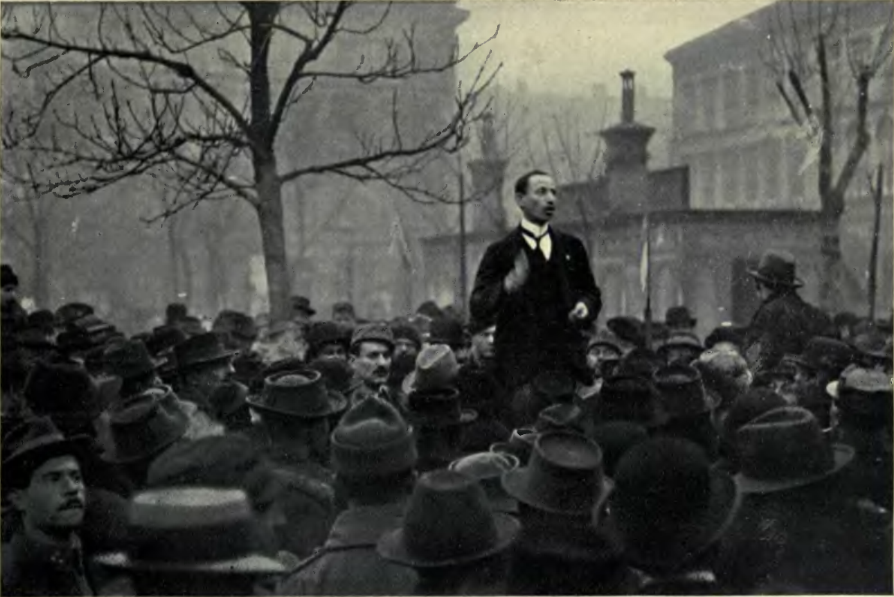
Orador comunista discursando em um comício de operários húngaros.

Em 24 de novembro de 1918, Béla Kun, junto da ala esquerda da social-democracia e dos socialistas revolucionários, fundaram o Partido Comunista da Hungria (PCH), de orientação marxista-leninista. Insatisfeitos com os resultados da Revolução dos Crisântemos, os líderes do partido desejavam mobilizar o proletariado húngaro para desencadear uma nova revolução de caráter socialista. Entre o final de 1918 e o início de 1919, a crescente efervescência revolucionária e o crescimento do PCH resultaram em uma polarização política no país. Durante a segunda metade de dezembro de 1918, socialistas moderados do PSD e comunistas começaram a disputar o controle dos sindicatos. Já no início daquele mês, o periódico oficial do PCH, Vörös Ujság (Diário Vermelho), se proclamava a favor da revolução socialista e rejeitava o estabelecimento de uma assembleia constituinte e de uma democracia burguesa. Ao mesmo tempo, o partido tentava conseguir o apoio dos militares. Károlyi tentou formar novas unidades sem muito êxito, já que os operários e camponeses viam as reformas do novo governo como insuficientes e não estavam dispostos a pegar em armas novamente. O grande número de trabalhadores sindicalizados, além de desempregados, soldados e suboficiais desmobilizados, favoreceu os comunistas, que rapidamente ganharam influência. No dia 4 de dezembro de 1918, o ministro da guerra Albert Bartha reconheceu os conselhos de soldados enquanto órgãos do exército. No entanto, ainda em dezembro, Bartha tentou subordinar o controle do exército ao Conselho Operário de Budapeste, então controlado pelos socialistas moderados próximos a József Pogány. Desconfiando de Pogány, o PCH decidiu armar seus militantes, comprando clandestinamente armamento das tropas alemãs que se retiravam do território húngaro após o Armistício de Belgrado. Em 12 de dezembro, uma manifestação de oito mil soldados armados resultou na destituição de Bartha.
O sucesso dos comunistas em atrair os soldados ao partido, além do grande apoio que encontraram entre os operários, minorias e até mesmo entre as tropas da Entente, fez com que a tomada do poder em março de 1919 se desse praticamente sem derramamento de sangue, e a maioria das unidades apoiaram a formação do novo governo socialista.

### Radicalização popular e crise governamental

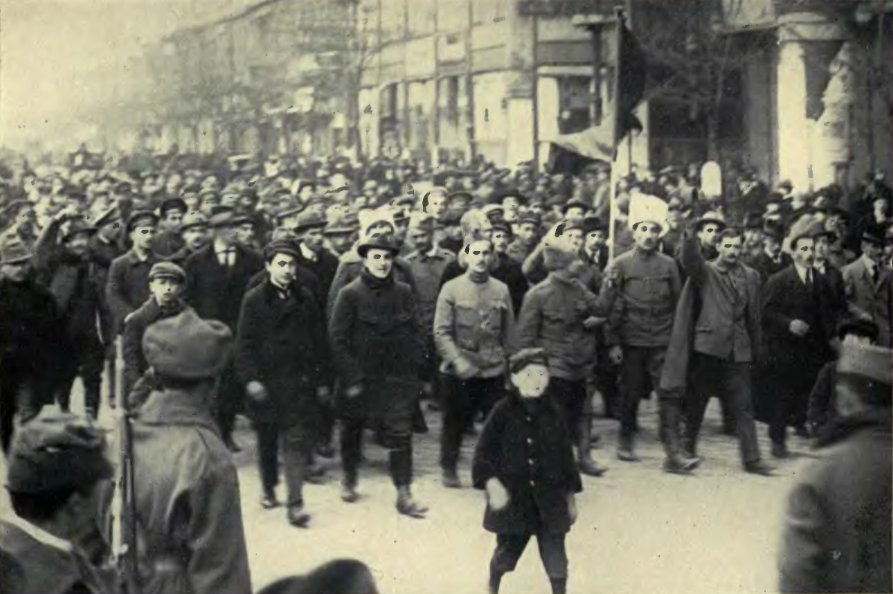
Manifestação em Budapeste durante o final de 1918.

A crítica situação política e econômica do país, que não recebia ajuda da Entente, levou Károlyi a demitir-se do cargo de primeiro-ministro em janeiro de 1919, assumindo a presidência da república. Os setores mais conservadores do partido de Károlyi e do Partido Radical abandonaram o Conselho de Ministros e houve cisões em ambos os partidos. Após uma grave crise governamental, parte dos socialistas moderados decidiram abandonar o governo por conta das críticas dos comunistas. As forças liberais recusaram-se a governar sozinhas e foi formado um novo gabinete de coalizão com um número maior de ministros do PSD. O novo governo de Dénes Berinkey, de tendência social-democrata, prometeu reformas, porém não conseguiu satisfazer os conselhos operários; em 13 de dezembro de 1918 o Conselho Operário de Budapeste já havia deliberado sobre a reforma agrária, porém o governo só tomaria uma iniciativa nesse sentido no início de fevereiro de 1919 e a aplicação da reforma foi lenta e tardia. No início de janeiro, temendo a influência dos comunistas, o comando Aliado em Budapeste sugeriu a prisão dos representantes russos da Cruz Vermelha, que forneciam apoio e financiamento aos comunistas húngaros. Ainda em janeiro, frente à impotência do governo e ao enfraquecimento dos socialistas moderados, os operários ocuparam e tomaram o controle de algumas fábricas. No norte do país, o governo reprimiu violentamente uma revolta dos mineiros de Salgótarján, região de extrema importância para o abastecimento das fábricas e das linhas férreas; uma centena de pessoas morreram durante a repressão. No final de janeiro, o Partido Social-Democrata, apesar dos protestos de seus setores mais radicais, decidiu expulsar os comunistas do conselho operário da capital e dos sindicatos, porém, a medida obteve pouco sucesso. Ainda em janeiro, o governo ordenou uma batida na sede do Partido Comunista e de sua imprensa, apreendendo exemplares do periódico Vörös Ujság.
Em fevereiro, estimava-se que o PCH contava com algo entre 30 mil e 50 mil filiados. Suas atividades nos conselhos de operários, soldados e camponeses eram notáveis, ainda que sua influência no Conselho Operário de Budapeste, eleito em 2 de novembro, fosse reduzida, já que este era controlado pelos socialistas moderados. Muitos dos socialistas do PSD passaram a adotar posturas mais radicais para tentar frear a crescente influência dos comunistas entre os soldados e sindicatos. A radicalização do PSD foi notada durante seu congresso de fevereiro, no qual foram aprovadas propostas como a nacionalização dos meios de produção, a taxação de impostos para as classes privilegiadas e a repressão de focos contrarrevolucionários.
No dia 20 de fevereiro, após uma manifestação em frente à sede do periódico socialista Népszava (Voz do Povo) que acabou com vários mortos e dezenas de feridos, o governo ordenou a prisão dos dirigentes do PCH, numa tentativa de acalmar os temores da Entente, causados pela crescente influência dos comunistas no país. O PCH havia planejado uma insurreição para tomar o poder, seguindo o exemplo do Liga Espartaquista na Alemanha e desobedecendo as orientações de Moscou, porém, o plano fracassou. Entretanto, a detenção dos dirigentes do PCH não diminuiu a sua influência e popularidade. Os periódicos comunistas continuaram a ser publicados e tinham uma boa circulação. Em 21 de fevereiro, houve uma grande manifestação em apoio ao PSD em frente ao parlamento, porém os socialistas moderados e o governo não conseguiram aproveitar a oportunidade para recuperar a popularidade perdida. Os ministros do PSD tomavam posições ambíguas. Relutaram em reprimir os comunistas, como exigiam as autoridades policiais, e temiam pela Cruz Vermelha da Hungria, formada por socialistas moderados do PSD e que havia sido presa pelos bolcheviques na Rússia, em represália aos atos cometidos contra os comunistas húngaros. Em 22 de fevereiro, por iniciativa dos ministros do PSD, o governo restaurou a lei que, durante a guerra, havia permitido o internamento dos indivíduos hostis ao Estado. Enquanto isso, as esperanças do governo em obter ajuda das potências vitoriosas mostraram-se ilusórias.
A crise governamental continuava e a chegada do período de semeadura causou agitações no campo, onde os comunistas denunciavam a falta de mudanças e a manutenção das terras pelos grandes proprietários, encorajando os camponeses a ocuparem as terras. O governo, sem uma força armada leal, não pôde fazer nada em relação às ocupações de terras por parte dos camponeses, e suas medidas reformistas foram limitadas, afetando poucos latifundiários. No início de março, a inexistência de um acordo de paz com a Entente fez com que mais territórios húngaros fossem ocupados pelos países vizinhos e a ausência de reformas por parte do governo fez com que a corrente radical do PSD, até então minoritária, sobrepujasse os moderados. Em 3 de março, com o enfraquecimento dos socialistas moderados, os comunistas foram readmitidos no Conselho Operário de Budapeste. O Conselho de Ministros encontrava-se impotente frente ao poder dos conselhos de operários, camponeses e soldados. Os conselhos não obedeciam as medidas governamentais que não eram de seu agrado e, em 13 de março, as autoridades policiais reconheceram a autoridade do Conselho Operário de Budapeste. Em meio a protestos praticamente incessantes, o governo tratou de reafirmar sua postura democrática convocando eleições para o dia 13 de abril. No entanto, a república soviética foi proclamada antes da realização das eleições. 

## Proclamação da república soviética

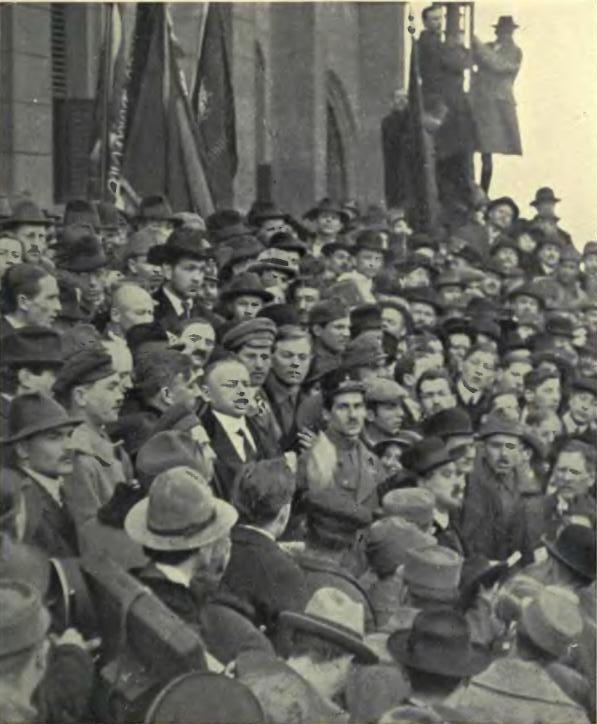
Béla Kun, ao centro, proclamando a República Soviética Húngara em frente ao parlamento.

Em meados de março de 1919, o governo perdeu qualquer apoio significativo. Ao invés de apoiar Károly, a Entente exigiu uma nova cessão territorial para a criação de uma zona neutra entre as tropas romenas e húngaras; os territórios que seriam cedidos coincidiam com os prometidos à Romênia no Tratado de Bucareste. Com o ultimato do coronel francês Ferdinand Vyx ao governo de Károlyi, exigindo a retirada das tropas húngaras dos territórios a serem entregues aos romenos, o governo renunciou e entregou o poder aos socialistas, na esperança de que fosse formado um novo governo que contasse com a simpatia do proletariado internacional e desse ao país a possibilidade de enfrentar as exigências impostas pela Entente. Károlyi admitiu que sua política de aproximação com a Entente havia fracassado. O plano inicial do governo era manter Károlyi na presidência e formar um novo gabinete social-democrata, porém, durante as deliberações, o Conselho de Operários de Budapeste decidiu apoiar os comunistas, confiscando os veículos dos ministros e entregando o controle das guarnições da capital aos comunistas. As autoridades não reagiram às movimentações dos comunistas. Sándor Garbai anunciou ao Conselho Operário de Budapeste a formação de um governo soviético de coalizão entre o PSD e o PCH e exigiu a renúncia de Károlyi. O PSD enviou uma delegação à prisão para negociar com os dirigentes comunistas, que se mostraram favoráveis à formação um governo de coalização. Para a realização do acordo, o governo libertou os dirigentes comunistas, presos desde fevereiro. O PSD aceitou as exigências dos comunistas, que incluíam o estabelecimento de um sistema de conselhos, a abolição da propriedade privada e a proclamação da ditadura do proletariado. Károlyi, que não foi informado das negociações entre o PSD e o PCH, apesar de tê-las aconselhado, inicialmente se recusou a renunciar, porém, acabou cedendo. Em 21 de março, o conselho de operários, agora com novos poderes legislativos, proclamou a República Soviética Húngara, praticamente sem disparar nenhum tiro.

### Composição do novo Conselho de Governo

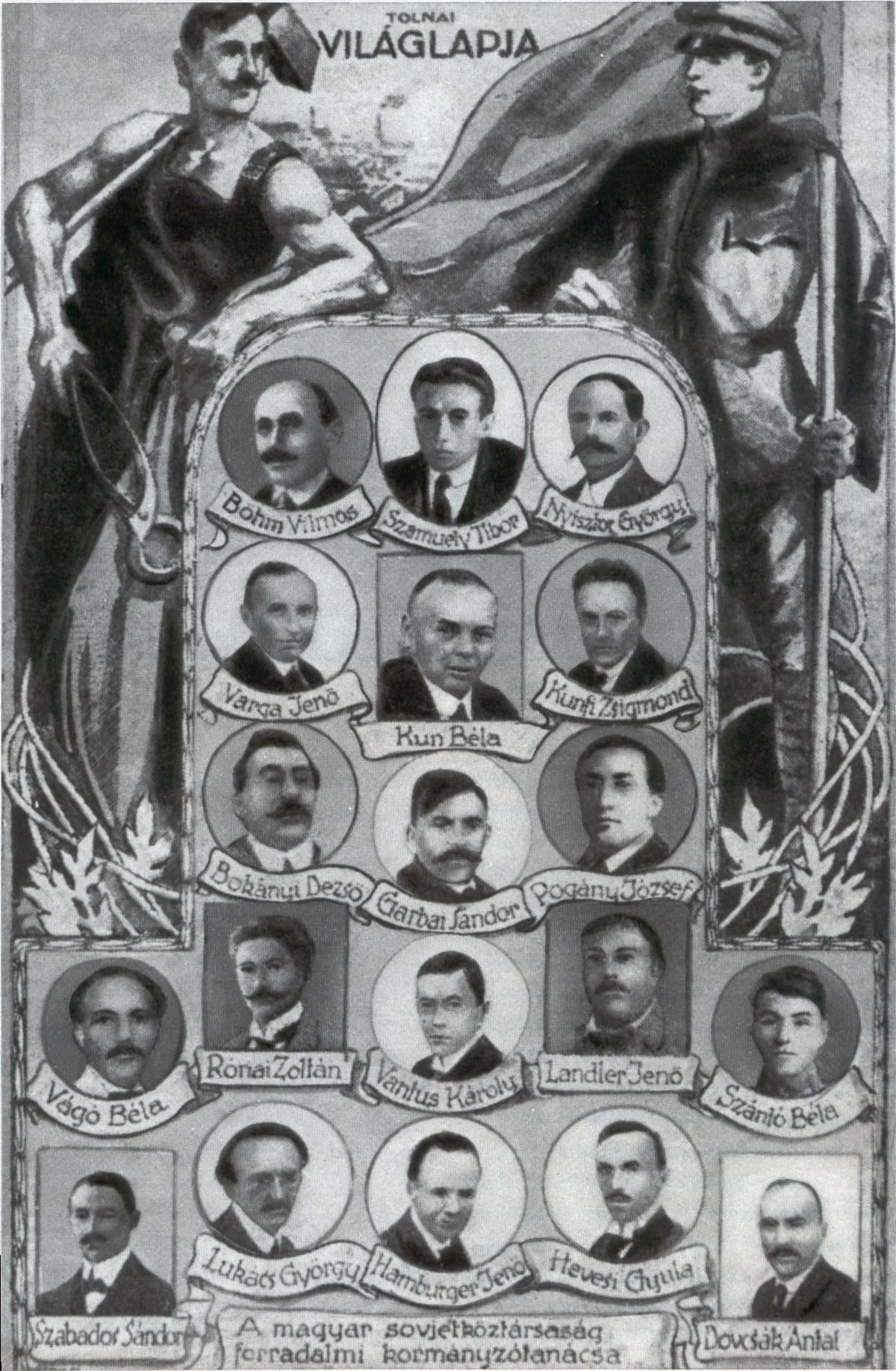
Cartaz de 1919 anunciando os membros do novo governo.

Durante a noite de 21 de março, Béla Kun, libertado da prisão, se reuniu na antiga sede dos socialistas para tratar da formação do novo gabinete governamental. Kun ficou encarregado do Comissariado de Relações Exteriores. Outro comissário comunista ficou encarregado do Ministério da Agricultura. Dos trinta e três comissários e vice-comissários que formaram o novo Conselho de Governo, quatorze eram comunistas, porém doze deles eram vice-comissários; a maioria dos comissários era socialista. O governo incluiu em sua composição o ministro da Rutênia, sinalizando sua intenção de lutar pela manutenção da unidade territorial da Hungria. Apesar de ser oficialmente presidida pelo sindicalista Sándor Garbai, que teve Antal Dovcsák como seu vice-primeiro-ministro, Béla Kun foi a figura mais importante da nova república soviética.

### Aliança entre comunistas e socialistas
A aliança entre os comunistas e socialistas do PSD foi duramente criticada por Lenin, que também criticou a apropriação das táticas dos bolcheviques russos sem adaptá-las à realidade húngara. Dessa aliança, surgiu o Partido Socialista da Hungria, mas que mais tarde passou a denominar-se Partido Operário Social-Comunista da Hungria.
A convivência entre os dois grupos não foi fácil. Os socialistas se mostraram mais dispostos a realizar concessões ideológicas, enquanto os mais moderados — entre os quais o futuro primeiro-ministro Gyula Peidl — exigiam já em 2 de maio a abolição da república soviética. Na realidade, apenas as alas de esquerda e de centro do PSD haviam participado ativamente da aliança. A principal divergência entre os comunistas e socialistas era no campo tático, já que ambos tinham o mesmo objetivo em comum. Após a queda da república soviética em agosto, as divergências entre comunistas e socialistas se agravaram.

### Primeiras medidas
O primeiro comunicado da república soviética, de tom nacionalista, legitimou o novo governo para parte considerável dos opositores. Frente a possibilidade da aceitação do ultimato de Vyx, muitos decidiram apoiar os comunistas, pensando na manutenção da unidade territorial do país. Parte do apoio popular governo soviético provinha da esperança de um apoio de Moscou contra as forças da Entente.

### A Constituição, os conselhos e o sistema de governo
Poucos dias após a proclamação da república soviética, em 3 de abril, o Conselho de Governo proclamou uma nova Constituição provisória, que reconhecia como autoridade política e jurídica o novo Congresso Nacional de Conselhos, base de um sistema de conselhos eleito por sufrágio quase universal. A constituição garantia direitos individuais, como a liberdade de reunião e de expressão; sociais, como a educação gratuita; e culturais, reconhecendo a cultura e a língua das minorias étnicas. Na prática, porém, o novo governo atuou de maneira autoritária, como uma "ditadura de uma minoria ativa, em nome de um proletariado fundamentalmente passivo". O poder ficou concentrado nas mãos do Conselho de Governo e de alguns conselhos favoráveis a este. As eleições para os conselhos, ocorridas em 7 de abril, não contaram com a presença de candidatos de oposição. Logo, até mesmo os conselhos perderam o seu poder político e caíram nas mãos de delegados indicados pelo governo, que exerciam o poder de fato.
Apesar das limitações nas eleições dos conselhos, o Congresso Nacional, que se reuniu pela primeira vez em 14 de junho, fez duras críticas ao Conselho de Governo. O Conselho de Governo, por sua vez, dissolveu o Congresso e entregou seus poderes para uma comissão de delegados favoráveis ao Conselho.

## Relações internacionais

### Relações com Moscou
A república soviética recebeu apoio financeiro e orientações de Moscou. No entanto, por ser considerada de interesse secundário em relação à Alemanha, os bolcheviques não enviaram nenhum de seus quadros para a Hungria, apesar dos pedidos de Kun. Budapeste mantinha na época uma constante comunicação telegráfica com a Rússia. As orientações dos comunistas russos, no entanto, frequentemente não eram seguidas por seus correligionários húngaros.

### Negociações com a Entente

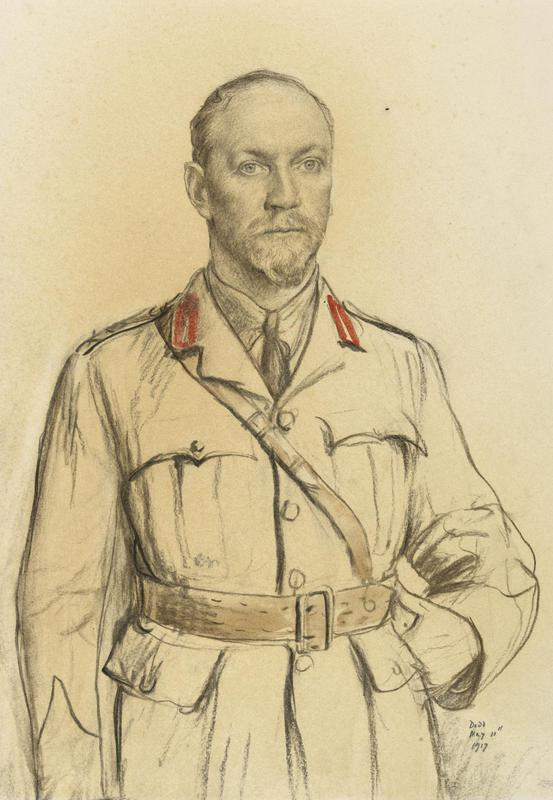
O general sul-africano Jan Smuts foi o representante oficial da Entente durante as negociações com o novo governo húngaro.

Com a proclamação da república soviética, a Entente apressou-se em enviar um representante para negociar com Kun. O pedido de Kun ao embaixador italiano na Iugoslávia, que estava de passagem em Budapeste, de tratar os desacordos territoriais em conformidade com o princípio da autodeterminação com um representante da Entente resultou no envio do general sul-africano Jan Smuts para Budapeste no início de abril, apesar da oposição dos franceses. Mesmo com o envio de Smuts, as potências seguiram não reconhecendo o governo soviético húngaro.
O general Smuts chegou à capital húngara no dia 4 de abril e recebeu os comissários do povo em seu trem, do qual não saiu durante sua permanência na cidade. Durante as conversações, o presidente da república, Sándor Garbai, Kun e o socialista Kunfi representaram a Hungria, que solicitou uma paz sem anexações territoriais nem indenizações, bem como a autodeterminação das nacionalidades do país. Smuts, por sua vez, apresentou o traçado de uma linha de demarcação mais favorável aos húngaros se comparado com a imposta pelo ultimato de Vyx, e a criação de uma ampla zona neutra que seria ocupada por tropas da Entente. Com o novo tratado, importantes cidades do leste retornariam aos húngaros. O general sul-africano assinalou que a linha traçada não seria considerada a fronteira definitiva, prometeu o fim do bloqueio ao país e a participação deste na Conferência de Paz. Em razão da falta de controle governamental sob as tropas na Transilvânia e a impopularidade das medidas propostas, Kun rejeitou a proposta de Smuts e apresentou uma contraproposta baseada no tratado do Armistício de Belgrado, desconsiderada por Smuts. A postura de Kun foi considerada "inaceitável" pelo general representante da Entente, que abandonou Budapeste em direção à Praga no dia seguinte. No mesmo dia, o vice-comissário de defesa, Tibor Szamuely, ordenou que se agitassem as tropas tchecoslovacas e romenas no sentido de não se oporem ao novo exército proletário, logrando pouco êxito.
Retornando de Budapeste, Smuts reuniu-se com comandantes austríacos e tchecoslovacos e comunicou-lhes o fracasso das negociações. Imediatamente, o ministro da defesa da Tchecoslováquia ordenou o ataque à Hungria em 7 de abril, embora o marechal Ferdinand Foch tenha dado contraordem no dia seguinte, ao mesmo tempo que determinava que as tropas sob o comando francês no sul mantivessem posição defensiva e detivessem o avanço em direção ao norte.

## Reorganização militar e enfrentamentos com os países vizinhos

### A sociedade e o Exército Vermello

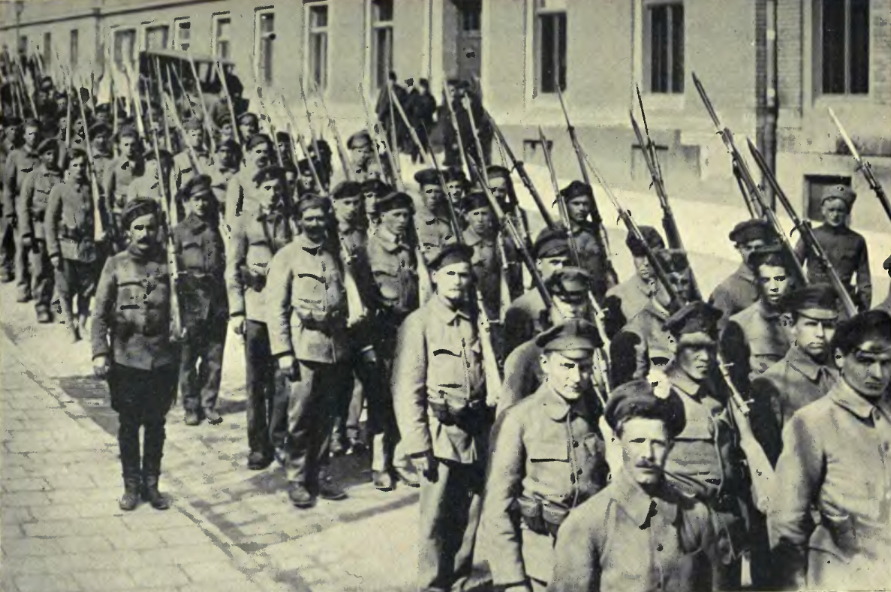
Marinheiros de Heltai, partidários da revolução e da república soviética.

Apesar do apoio dos soldados aos comunistas, seus conselhos foram imediatamente dissolvidos e foram nomeados nomeados comissários políticos e tribunais militares revolucionários para tentar estabelecer a ordem nas desorganizadas forças armadas, e foram enviados batalhões de operários e brigadas internacionais para a frente de batalha. Com grande dificuldade o governo reorganizou o Exército, que conseguiu recuperar parte dos territórios perdidos durante a primavera e o início do verão. A tentativa de recuperar os territórios ocupados pelos países vizinhos obteve apoio quase total da população. No final de março, no entanto, o número de tropas ainda era insuficiente: Budapeste contava com apenas dezoito mil homens para enfrentar quarenta mil tchecoslovacos, outros tantos para fazer frente a trinta e cinco mil romenos e treze mil homens para combater setenta e dois mil franceses e sérvios ao sul.
Ainda que a maioria dos camponeses não tenha reagido às solicitações de apoio do novo governo, aqueles refugiados nos territórios ocupados pelos países vizinhos, em especial oriundos do Banato e da margem oriental do Tisza, formaram o grosso dos combatentes do Exército Vermelho. A maior parte do exército era formado por camponeses, ainda que houvesse algumas unidades de operários que, apesar dos sucessos nas primeiras semanas de conflito, logo se mostraram indisciplinadas. Apesar das proclamações de cunho internacionalista do governo, a maioria dos soldados e oficiais lutaram motivados por um sentimento nacionalista.
Também se uniram ao novo exército um número significativo de antigos oficiais do exército austro-húngaro e elementos de classe média, motivados pela possibilidade de recuperar os territórios húngaros perdidos e pela recuperação de seus privilégios, com oportunidades de ascensão rápida em um exército no qual os altos oficiais do Império foram afastados durante as duas repúblicas, além da necessidade de subsistência frente ao desemprego e a falta de formação para exercer outras atividades. Inicialmente, esses grupos viam a nova república soviética como uma fonte de resistência nacional, em contraste com o pacifismo da república democrática. Lutaram com entusiasmo entre maio e junho, até a desocupação da Eslováquia, forçada por Georges Clemenceau, momento no qual muitos desses elementos desertaram e passaram a integrar organizações contrarrevolucionárias, como o Exército Nacional de Miklós Horthy ou outros destacamentos de oficiais, afastando-se do governo de Kun.
O anticomunismo dos países vizinhos serviu como uma justificativa para a expansão territorial. A Iugoslávia, por sua vez, satisfeita com a ocupação da Baranya e enfrentando-se com a Romênia pela repartição do Banato, absteve-se de um enfrentamento com o governo de Budapeste.

### Desenvolvimento dos combates

#### Derrota na Transilvânia em abril
No final de abril, as unidades menores do novo Exército Vermelho haviam sido colocadas diante de sete divisões romenas, que contavam com mais de cinquenta mil homens. Na Transilvânia, as autoridades romenas recrutaram a 16ª Divisão e a 19ª Divisão, com soldados locais, principalmente romenos e saxões - membros da minoria alemã da região - já em fevereiro. As duas divisões foram reforçadas após a proclamação da república soviética em Budapeste. Em abril, novas unidades foram criadas: a 20ª Divisão e a 21ª Divisão. Em meados de abril, o comando romeno tinha sessenta e quatro regimentos de infantaria, vinte e oito companhias de cavalaria, cento e noventa e duas baterias de artilharia, um trem blindado, três esquadrões de aviões e duas empresas de engenharia, que lhe garantiam superioridade numérica frente às forças húngaras, compostas por trinta e cinco batalhões de infantaria, vinte baterias, dois esquadrões de aviões, três ou quatro trens blindados e uma pequena unidade de cavalaria. As forças húngaras careciam de reservas e também enfrentavam unidades sérvias ao sul.
A falta de apoio dos russos no Dniester após a tomada de Odessa e a formação de uma linha defensiva ao leste pelas tropas da Entente evacuadas desta cidade facilitaram o ataque romeno às linhas húngaras na retaguarda. A mudança de posições de algumas unidades soviéticas na Ucrânia impediu um ataque à Romênia. Incapaz de entrar em um acordo com a Entente, de levantar o bloqueio ou de coordenar as ações militares com os russos, o governo de Budapeste passou por sérias dificuldades, perseguido simultaneamente pelas unidades romenas e tchecoslovacas, que avançavam em direção ao distrito mineiro de Salgótarján.
Depois de concentrar suas forças ao norte, os romenos iniciaram o ataque no dia 16 de abril. Em 20 de abril os romenos chegaram em Nagyvárad e três dias depois ocuparam Debrecen. No dia 21, os romenos pararam para reagrupar-se, fazendo crer que não cruzariam a linha traçada pela Entente; nesse mesmo dia, os húngaros reorganizaram o comando da frente para tentar conter o ataque romeno e compensar o baixo moral e disciplina de suas unidades. No entanto, os comissários políticos das unidades húngaras perderam o controle das operações militares, de modo que o chefe do Estado Maior, Aurél Stromfeld, teve que solicitar o envio de novos oficiais e suboficiais. Os romenos, que continuaram a avançar sem a permissão de Paris, frustraram a contraofensiva húngara. No dia 30, as forças romenas alcançaram o rio Tisza. Depois de reforçar a frente com novos regimentos vindos de Budapeste e outras cidades industriais, os húngaros conseguiram rechaçar os romenos em Szolnok e deter seu avanço no rio Tisza. Mesmo assim, discutiu-se a possibilidade de rendição, tendo em vista que os húngaros não tinham forças suficientes para deter um ataque mais agressivo das unidades romenas. Até o dia 2 de maio, circularam rumores de que os romenos estariam avançando para a capital. Sem o apoio de outras potências e ameaçados pelos russos na Ucrânia, as forças romenas detiveram seu avanço entre 2 de maio e 19 de julho. As unidades romenas, no entanto, sofreram poucas baixas – cerca de seiscentos mortos e quinhentos feridos – durante a ofensiva de abril. Algumas tropas foram enviadas imediatamente ao leste. O governo húngaro, por sua vez, esperava uma ajuda militar dos russos e nutria esperança por uma revolução socialista na Alemanha e na Áustria.

#### Avanços na Eslováquia e posterior retirada

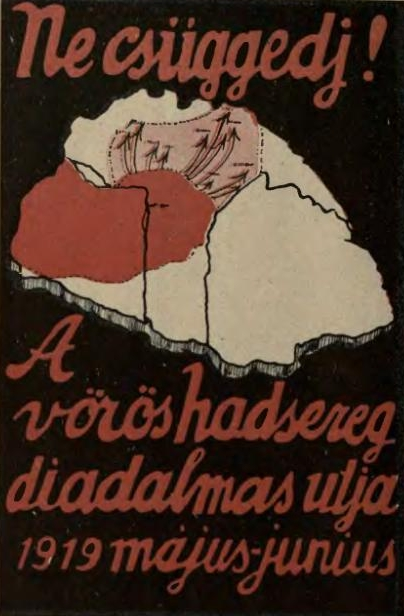
Propaganda mostra os avanços do Exército Vermelho na Eslováquia, 1919.

Ao mesmo tempo, na frente norte, cessava a ofensiva tchecoslavaca, que no dia 2 de maio chegou em Miskolc. Em 10 de maio, uma contraofensiva húngara rechaçou o inimigo até o rio Ipoly. Em 19 de maio, as unidades húngaras tomaram Pétervására, e no dia 21, chegaram até Miskolc, acumulando vitórias que aumentaram o moral das tropas. No dia 26 de maio, os comandantes começaram a planejar a próxima fase da ofensiva, visando a zona de união entre tchecoslovacos e romenos, com o duplo propósito de tentar entrar em contato com as unidades soviéticas russas e assumir o controle de um território que pudesse desencadear um ataque contra as forças romenas na Transilvânia. As operações começaram no dia 29 daquele mês. Em junho as unidades tchecoslovacas tiveram que recuar frente ao avanço das tropas húngaras. No dia 5, as forças húngaras já estavam lutando nas imediações de Košice. O comando húngaro então iniciou os preparativos para atacar ao leste, sem deixar a frente norte.

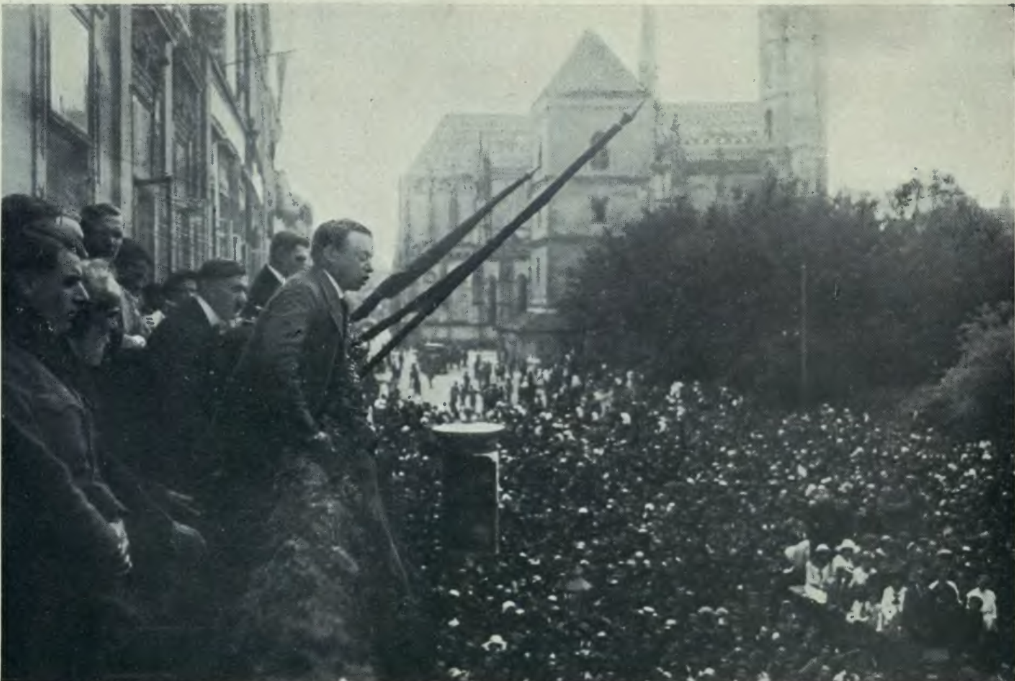
Béla Kun discursa em Košice no dia 10 de junho, poucos dias depois de sua tomada pelas tropas húngaras.

No dia 7 de junho, o primeiro-ministro francês, Georges Clemenceau, exigiu o fim da ofensiva húngara contra a Tchecoslováquia, e no dia 10, Kun prometeu deter o avanço das tropas, um dia antes da chegada dos franceses em Bratislava. Em 13 de junho, Clemenceau emitiu um ultimato ao governo húngaro, anunciando o traçado da fronteira norte, exigindo a retirada das forças húngaras ao sul do traçado e prometendo a retirada das tropas romenas no leste. No dia 19, o governo aceitou a proposta de Kun de se submeter às exigências de Paris, apesar do desejo dos comandantes militares de continuar avançando ao noroeste. No dia 24 foi ordenado o cessar-fogo e no dia 30 a retirada. A retirada da Eslováquia desmoralizou as tropas e numerosos oficiais, que se juntaram às forças comunistas movidos pelo sentimento nacionalista. De acordo com cálculos francês, o húngaros tiveram quatro mil e quinhentas baixas durante a campanha. Por outro lado, a ofensiva húngara perdeu força e sua manutenção foi difícil. Boa parte do alto oficialato, incluindo Stromfeld, renunciou após a retirada, em protesto contra o abandono de territórios com a presença de populações magiares.

#### Últimos combates no leste e derrota final
As autoridades romenas, após duas semanas de silêncio, responderam à promessa do primeiro-ministro francês exigindo a desmobilização do Exército Vermelho húngaro antes de retirar-se dos territórios tomados em abril. Em 10 de julho iniciou-se uma nova campanha contra as forças romenas no leste, superiores aos húngaros em número, disciplina e armamento. Em 11 de julho, o governo húngaro exigiu que a promessa de retirada das tropas romenas fosse cumprida. Considerando a violação do armistício por parte de Budapeste, a exigência foi rejeitada por Paris em 14 de julho. Ante a negativa de Clemenceau em ordenar a retirada das tropas romenas dos territórios húngaros ao leste, o governo soviético decidiu obtê-la pela força. No dia 12, foi declarado o serviço militar obrigatório e as forças retiradas do norte, em plena desintegração interna, foram empregadas no leste.

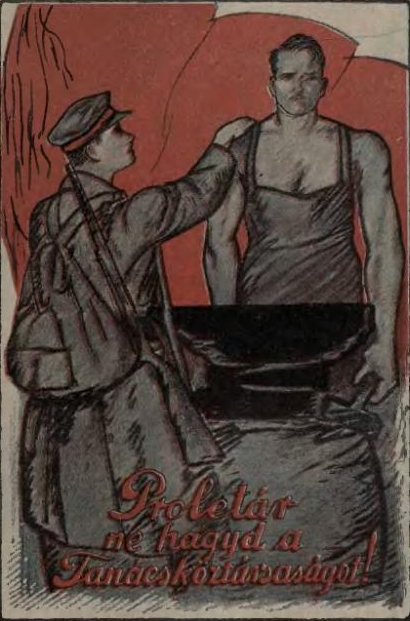
Cartaz de recrutamento militar da República Soviética Húngara.

As operações militares começaram no dia 20 de julho, na véspera de uma manifestação sindical em diversos países europeus em favor do governo de Budapeste e que não obteve resultados. O governo contrarrevolucionário de Szeged havia comunicado aos comandos romenos o plano de ataque dos húngaros. Apesar das desvantagens, os húngaros atravessaram o rio Tisza e continuaram avançando até 23 de julho, contra-atacando os romenos no dia seguinte. As forças húngaras começaram a recuar no dia 26 e no dia seguinte voltaram às posições que ocupavam antes do início da ofensiva. No dia 30 de julho, as unidades romenas estabeleceram suas primeiras posições além do rio Tisza e avançaram para a capital húngara. O governo soviético russo não pôde deter os romenos, como havia feito em maio através de um ultimato. Os húngaros sofriam com a desobediência de algumas unidades militares e com a carência de reservistas. As forças do governo de Budapeste se retiraram em desordem. No dia seguinte, a situação militar tornou-se crítica ante o ataque romeno ao longo da frente. Os líderes húngaros ponderaram a possibilidade de deixar o governo e formar um novo, menos radical e mais favorável à Entente, esperando que isso obrigasse os romenos a interromper a ofensiva. Tal possibilidade foi rejeitada, mas a desintegração das tropas impediu um contra-ataque ao romenos e a recuperação da linha do Tisza. Na mesma noite, a 6ª Divisão Romena estava a menos de dois quilômetros de Szolnok, um ponto estratégico ao longo do Tisza, enquanto outras unidades tomaram Tokaj e Tarcal ao norte. O governo ordenou uma contraofensiva apesar do baixo moral das tropas, contrárias a tal medida, e fez um último apelo ao proletariado internacional para tentar, em vão, deter o avanço romeno. No dia 1º de agosto, a maioria das unidades húngaras abandonou a linha do Tisza, embora algumas delas se reunissem para realizar um último ataque a Szolnok, retomando parte da cidade, sem que isso impedisse o avanço romeno no restante da frente. Nesse mesmo dia as unidades romenas avançaram trinta quilômetros, sem encontrar quase nenhuma resistência.
Apesar da resistência iugoslava de participar nas operações contra Budapeste, a pressão da Entente finalmente obrigou Belgrado a unir-se à coalizão. O retorno das atividades na frente romena, a rápida derrota dos húngaros e uma greve na Iugoslávia em 21 de julho contra a intervenção e a concessão do Banato à Romênia por parte da Entente, no entanto, fizeram com que os iugoslavos não tivessem um papel efetivo na derrota do governo soviético.

## Medidas socioeconômicas e crise interna
Apesar da guerra com os países vizinhos, o governo se mostrava determinado a implantar o socialismo de forma imediata, e realizou grandes reformas e medidas contra aqueles que eram considerados "inimigos da classe trabalhadora", seguindo rigorosamente o exemplo russo, razão pela qual a república soviética rapidamente perdeu seu apoio inicial. A aplicação de medidas consideradas progressistas se deu de forma autoritária, gerando grande descontentamento por parte da população. As tentativas do novo governo de mudar profundamente a sociedade, seus hábitos e seus valores fracassaram. O esforço para transformar a Hungria semifeudal em uma sociedade socialista fracassou principalmente por conta da inexperiência dos membros do governo e por falhas na organização do movimento comunista, assim como pela ingenuidade política e econômica por parte do governo, demonstrada em algumas de suas medidas. O governo possuía dois objetivos: resolver os problemas sociais implantando o "socialismo agora" e eliminar toda e qualquer oposição para assegurar a sobrevivência da ditadura do proletariado.
Enquanto a política externa era ditada por Kun, a maior parte das medidas políticas internas foram lançadas pela maioria socialista do Conselho de Governo. Porém, com o tempo, a crescente corrupção desbaratou grande parte das medidas oficiais e tentativas de reforma. O próprio governo teve que admitir o declínio da moral pública e privada, a falta de escrúpulos dos governantes e o crescente nepotismo, além do abuso de autoridade e roubo dos bens públicos.

### Promoção da cultura e controle da imprensa
Foi realizado um grande esforço para melhorar o nível cultural da população; os teatros foram nacionalizados e os ingressos para as peças teatrais eram distribuídas à preços baixos aos trabalhadores pelo Comissariado da Educação. O mesmo se deu com os cinemas e museus. Porém, em razão da má administração desses negócios pelo governo, tais medidas foram alvo de duras críticas.. Em meados de junho, o ambicioso plano cultural estabelecido pelo governo estava em crise, sendo duramente criticado e em sério risco por conta da crise financeira no país.
O governo restringiu severamente a liberdade de imprensa e suspendeu um grande número de periódicos por motivos políticos. De qualquer forma, a circulação de periódicos foi muito limitada durante o final da primavera por conta da escassez do papel. O governo esteve envolvido em sérios conflitos com o sindicato dos jornalistas, resultando em sua dissolução.

### Medidas para a juventude
As medidas para a juventude, baseadas em recentes publicações e tendências pedagógicas, dificilmente recebiam críticas. O governo aprovou a realização de revisões médicas gratuitas para as crianças e a higiene escolar foi fortemente incentivada. Foi criado um programa de estadias no campo para os jovens de famílias humildades da cidade, no qual os conselhos ficavam responsáveis pela saúde e pelo cuidado das crianças. Foi instaurado um programa de tutores especializados para crianças deficientes e foram criadas instituições para o tratamento dos jovens com problemas mentais. Um ambicioso programa de ressocialização para jovens excluídos também foi planejado, e só não foi posto em prática pois não houve tempo para tal.

### Educação e religião
As instituições educacionais foram estatizadas em 29 de março e o planejamento escolar foi centralizado. Foi posto em prática um programa de modernização e reestruturação do currículo escolar e para o melhor aproveitamento das instalações disponíveis. Novos manuais escolares foram impressos e houve um esforço do governo para melhorar as condições de vida dos professores. Apesar da preocupação do governo com os professores, eles se mostraram geralmente hostis ou indiferentes ao novo regime. O Comissariado da Educação teve que abolir os conselhos estudantis, que entraram em graves conflitos com os professores durante suas atividades revolucionárias. Uma nova educação sexual foi introduzida no currículo escolar sem muito planejamento.
A religião representou outro grande problema para o governo soviético. A estatização das escolas privadas e religiosas, que constituíam cerca de 70% das escolas do país, e a supressão de símbolos e atividades religiosas no ambiente escolar intensificou a oposição de grande parte dos professores ao Conselho de Governo. Apesar da defesa dos direitos de liberdade de culto e de propriedade da Igreja, a controvérsia gerada pela supressão dos símbolos e atividades religiosas nas escolas foi muito negativa para o governo.

### Reformas sociais e sanitárias
O governo tentou, com entusiasmo mas com pouco sucesso e grandes custos, combater o problema do desemprego. Foi instituído um sistema de assistência social para os desempregados, que acabou levando o Estado à bancarrota. Os títulos nobiliárquicos foram abolidos e o trabalho passou a ser obrigatório. Foram aprovadas diversas medidas humanitárias e visando o bem-estar social, divulgadas tanto na imprensa quanto em campanhas publicitárias que contaram com a participação de artistas proeminentes da época. A venda e o consumo de álcool, substância considerada prejudicial, foram proibidos temporariamente, mas a pressão do campo obrigou o governo a amenizar essa restrição em 23 de julho. O governo também tentou erradicar a prostituição, facilitou o divórcio e proclamou a igualdade legal entre homens e mulheres. Em resposta, os contrarrevolucionários acusaram o governo de tentar "socializar as mulheres".
O governo empreendeu um ambicioso programa de reforma sanitária que recebeu uma considerável cooperação dos médicos, muito visados pelo Conselho de Governo. Os hospitais foram nacionalizados junto com as indústrias farmacêuticas, permanecendo sob o controle dos médicos, apesar de tentativas de transferir sua gestão para representantes políticos. A distinção de tratamento entre as classes sociais foi abolida e as salas privadas passaram a acomodar os pacientes em estado mais grave. O custo dos enterros passou a ser o mesmo para todos os cidadãos.
A socialização da habitação sofreu grande oposição na cidade. Em razão do grave problema habitacional, o governo tentou utilizar as habitações disponíveis para acomodar a população. Foi criado um imposto para os proprietários não-trabalhadores, cujas casas e móveis foram nacionalizados. Com uma regulamentação confusa, a comissão para moradia foi um fracasso e precisou ser reformulada no início de abril. Apesar das duras medidas de Tibor Szamuely para pôr em prática a reforma e acabar com os abusos e a corrupção, chegando a ameaçar de morte ou deportação mais de duzentas mil pessoas da capital, o governo não conseguiu alcançar seus objetivos. Em julho, o sistema havia se tornado muito caro e não ajudou a acabar com o problema de habitação na capital.

### Política trabalhista e fiscal
As reformas sociais, como a aprovação da jornada de oito horas de trabalho, a gratuidade dos serviços médicos, a baixa dos aluguéis e o aumento dos salários não tranquilizaram a população.
A atitude do governo em relação aos salários dos trabalhadores teve que se ajustar à uma realidade imposta pela diminuição da produção e de uma população ativa sem incentivos ao trabalho. O governo aboliu o trabalho por produção, instaurou a jornada de trabalho de quarenta e oito horas semanais, aumentou os salários, implementou o seguro social compulsório e prometeu garantir emprego para todos os trabalhadores. A aprovação de tais reformas, no entanto, teve um efeito contraproducente, e os trabalhadores húngaros diminuíram sua produção. Em pouco tempo, a inflação anulou os aumentos salariais e conduziu à uma escassez de artigos, enquanto o governo tentou reestabelecer antigas práticas mal vistas pelos trabalhadores para aumentar a produção. Os salários estabelecidos para os trabalhadores do campo os colocaram em desvantagem em relação aos trabalhadores urbanos, uma vez que a inflação e a escassez de produtos manufaturados fizeram com que, embora os camponeses tivessem uma renda mais alta do que em qualquer outro momento da história, não fosse o suficiente para adquirir produtos.
As medidas de seguridade social foram aplicadas de maneira desordenada e por vezes contraditória, com mudanças contínuas durante todo o período da república soviética. O governo também regulamentou os preços, instituindo impostos indiretos sobre eles. As tentativas do governo de manter os preços baixos, no entanto, fracassaram em razão da inflação, da redução da produção e da baixa disponibilidade de matérias primas, resultado do bloqueio econômico imposto pela Entente. A regulação dos preços e a escassez de produtos também favoreceram a criação de um mercado negro.

### Nacionalizações e política econômica
O governo soviético nacionalizou os bancos, as indústrias, minas e empresas de transporte com mais de vinte trabalhadores, que passaram a ser administradas por comissários eleitos pelo Estado e os conselhos. Empresas estrangeiras, edifícios de apartamentos, grandes armazéns e fazendas maiores que 57 hectares também foram nacionalizados, provocando um caos econômico. As lojas com mais de dez trabalhadores foram nacionalizadas no dia 22 de março. Os hotéis e spas, assim como as seguradoras, também foram nacionalizados. Os apartamentos foram socializados no dia 26 de março, no mesmo dia em que os bancos foram expropriados. Depósitos de ouro, joias a partir de um certo valor e divisas estrangeiras foram confiscadas, e a quantia de dinheiro que podia ser sacada diariamente das contas bancárias foi limitada. Em pouco tempo, a maioria das empresas privadas estavam nas mãos do Estado. Os comissários encarregados pela direção das fábricas nacionalizadas eram inexperientes, e não conseguiram evitar que a produção diminuísse rapidamente. O mesmo aconteceu nas minas. Os comissários encarregados da direção das fábricas nacionalizadas, inexperientes, não conseguiram evitar que a produção diminuísse rapidamente, como nas minas. No final do abril, o serviço rodoviário foi reduzido em razão da escassez de carvão, e o governo foi forçado a racionar diversos gêneros alimentícios básicos.
Ainda que as nacionalizações tenham garantido grandes receitas ao novo governo, os recursos foram mal administrados. Uma vasta burocracia foi criada para administrar os recursos nacionalizados e não conseguiu aplicá-los para melhorar a produção nacional. A produção industrial chegou a cair entre 25% e 75% nas cidades. A corrupção, a inflação, o fracasso da política agrária e o bloqueio da Entente também contribuíram para o fracasso da economia soviética.

### Política agrária
O governo soviético enfrentou um duro dilema em torno da questão agrária: ao mesmo tempo em que a divisão das grandes propriedades de terra teria garantido o apoio da maior parte do campesinato, haveria uma queda na produção agrícola, necessária para abastecer as cidades, onde a base de apoio ao governo estava localizada. Finalmente, decidiu-se não distribuir as fazendas, mas transformá-las em cooperativas nacionalizadas para os camponeses sem terra. Essa decisão foi motivada tanto pelo temor em criar um campesinato de pequenos proprietários hostis ao comunismo, quanto pelo desejo e necessidade de manter a produção agrícola. Esta reforma ineficaz e burocratizada fracassou e não contou com o apoio dos camponeses, reduzindo muito o apoio ao novo regime entre a população rural.
A manutenção da pequena propriedade e a coletivização dos latifúndios não satisfez os diferentes setores do campesinato: os mais ricos queriam comprar mais terras com o dinheiro acumulado durante a guerra, uma possibilidade frustrada pela decisão do governo; os camponeses sem terra foram convertidos em funcionários do Estado, recebendo salários que não conseguiam acompanhar o crescimento da inflação e a escassez de bens, de modo que estavam dispostos a aceitar somente a antiga moeda imperial, que estava se tornando cada vez mais rara. A tentativa do governo de aliviar a situação promovendo a troca de produtos cultivados por outros agricultores favoreceu os camponeses mais acomodados, que possuíam excedentes para troca, desagradando as parcelas mais pobres do campesinato.
A abolição do imposto sobre pequenas propriedades, anunciada para atrair os pequenos produtores rurais e favorecer sua cooperação no abastecimento urbano, foi contraproducente, sendo interpretada como um passo prévio à nacionalização destas propriedades e como um sinal de debilidade do governo. A medida também enfraqueceu os conselhos de camponeses, privados de fundos e forçados a recorrer à Budapeste para financiar suas atividades. Outra medida mal vista pelo campesinato foi a de manter os antigos capatazes e latifundiários como assessores técnicos das novas cooperativas. O pessoal enviado pelo Comissariado da Agricultura para as zonas rurais se mostrou pouco eficiente, pouco familiarizado com a cultura local, muitas vezes corrupto e ignorante em questões agrárias. Ataques contra igrejas e párocos em algumas localidades e a instituição da nova moeda causaram revoltas em algumas regiões.
O uso da força e do terror para reprimir as atividades contrarrevolucionárias no campo acabou por eliminar qualquer simpatia dos camponeses pelo regime soviético. A presença dos "meninos de Lenin", jovens militantes comunistas organizados que foram enviados ao campo para garantir a colheita e o abastecimento das cidades, gerou medo e hostilidade entre os camponeses, e não raro esses grupos agiam com violência em regiões onde havia maior oposição. As tentativas do governo de conter as ações truculentas desses grupos foram mal sucedidas.
De modo geral, a política agrária foi um fracasso e teve como resultado a oposição dos camponeses ao governo soviético, gerando revoltas contínuas no campo. Além disso, a antiga aristocracia e a Igreja católica, que exerciam influência sobre o campesinato, fomentaram a oposição ao regime soviético.

## Sociedade

### Campesinato
No início do século XX, a Hungria era um país fundamentalmente agrícola e subdesenvolvido, e cerca de 60% de seus habitantes viviam no campo. Cerca de 15% da população possuía terras, embora não vivesse delas, e 20% era constituída por trabalhadores urbanos.
A relação do campesinato com o governo soviético foi determinada pela questão da terra. Um decreto do dia 3 de abril nacionalizou as grandes e médias propriedades, transformando-as em cooperativas ou fazendas estatais que não foram repartidas entre os camponeses sem terra. A medida gerou reações diversas. Os proprietários das terras nacionalizadas, que constituam algo entre 2% e 3% da população rural, fizeram forte oposição ao regime. Os pequenos e médios proprietários que não foram afetados pela reforma temiam possíveis medidas posteriores que visassem a expropriação de suas terras, e viam com maus olhos o anticlericalismo do governo que levou à dissolução das ordens religiosas e a supressão da educação católica, no entanto, alguns deles uniram-se aos órgãos revolucionárias locais para tentar mediar suas posições. Alguns dos camponeses mais pobres, sobretudo aqueles que habitavam as zonas ocupadas pela Romênia, se aproximaram dos socialistas e apoiaram a república, participando ativamente das instituições revolucionárias e atendendo aos chamados do exército. A maioria dos camponeses pobres, porém, se desiludiu com o regime soviético quando este decidiu não repartir as terras expropriadas.
A desilusão e a oposição do campesinato ao regime aumentou com o tempo. A necessidade de abastecer as cidades e suprir as tropas obrigou o governo a realizar requisições de alimentos, o que gerou resistência por parte dos camponeses. Os camponeses mais ricos passaram a apoiar os grupos contrarrevolucionários, sobretudo após sua expulsão dos órgãos revolucionários locais em maio.

### Trabalhadores urbanos

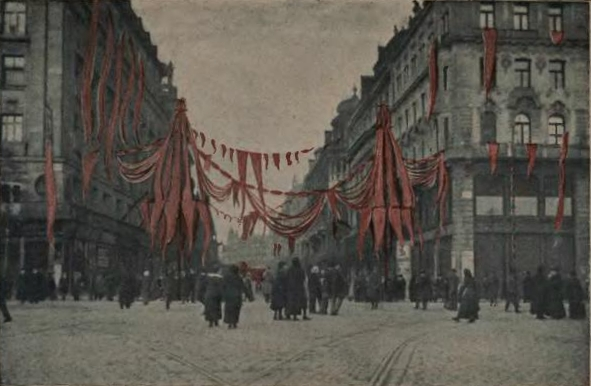
Budapeste durante as celebrações do Primeiro de Maio em 1919.

Os trabalhadores urbanos constituíram a principal base de apoio do governo soviético. Sua concentração nas cidades e sua relativa organização deram-lhes uma força maior do que simplesmente numérica. O número de trabalhadores sindicalizados cresceu de forma constante desde o final de 1918, e enquanto os socialistas atraíam principalmente os trabalhadores qualificados, os comunistas tinham grande influência entre os trabalhadores não-qualificados e mais marginalizados. A união dos dois partidos fortaleceu o movimento operário húngaro, cessando temporariamente as disputas entre os dois grupos.

### Classes médias
Ainda que legalmente apenas as empresas com mais de vinte trabalhadores tenham sido nacionalizadas, em diversas situações esse limite não foi respeitado e pequenas empresas com poucos trabalhadores foram expropriadas. Outra série de medidas, como a nacionalização dos bancos, fábricas, hotéis, farmácias e cinemas, o controle estatal das lojas, o confisco de joias e a acomodação de famílias de trabalhadores em casas de classe média, geraram oposição por parte da pequena burguesia nas cidades.
No campo, nas regiões onde as leis de nacionalização eram respeitadas, alguns pequenos proprietários, artesãos e comerciantes se mostraram favoráveis ao regime soviético. Em geral, os intelectuais progressistas, artistas, cientistas, professores, funcionários de sindicatos e agentes sanitários também demonstraram apoio ao regime.
Os funcionários públicos mais antigos, policiais e gendarmes, assim com os sacerdotes das diversas religiões, apoiaram os contrarrevolucionários desde o início. Os oficiais militares eram um grupo particularmente ativo na oposição ao regime e ao mesmo tempo tiveram uma participação destacada no Exército Vermelho. Decididos a defender as antigas fronteiras húngaras, muitos serviram nas unidades soviéticas apesar de sua oposição ideológica ao governo.

### Latifundiários e capitalistas
A antiga elite dirigente, formada por latifundiários e capitalistas industriais e comerciais, fez oposição à república soviética desde o início. Seus principais representantes abandonaram o país logo após a sua proclamação e em meados de abril fundaram o Comitê Nacional Húngaro em Viena. A organização agrupava representantes dos partidos políticos tradicionais, incluindo o de Mihály Károlyi, e a maioria dos seus dirigentes eram antigos aristocratas. No início de maio, o aristocrata e latifundiário Gyula Károlyi fundou em Arad contrarrevolucionário, que mais tarde foi transferido para Szeged. Os dois núcleos contrarrevolucionários tentaram barganhar o apoio da Entente.

## Oposição e repressão
O governo soviético reprimiu toda e qualquer oposição. Três dias depois da proclamação da república soviética, foi instaurada uma lei marcial e a pena de morte para os opositores do regime. Foi estabelecido um sistema de tribunais revolucionários de competências vagas, formado para julgar os opositores. Uma lei posterior, promulgada em meados de maio, permitiu a realização de julgamentos sumários nas zonas de combate, e na prática foi aplicada em todo o país, permitindo a ação dos bandos armados de Szamuely no campo. O governo tolerou e incentivou a criação de grupos armados para reprimir os elementos contrarrevolucionários. A polícia política, encabeçada por Ottó Korvin, realizou inúmeras prisões e executou alguns opositores acusados de conspiração contra o governo. As medidas coercitivas do governo, no entanto, privaram-no do apoio das classes médias e de parte do proletariado.
Os grupos mais hostis à república soviética abandonaram o território controlado por ela, partindo para a Áustria ou para a área sob controle militar francês ao sul do país, mudaram-se para suas fazendas ou passaram à clandestinidade. Eles não conseguiram, no entanto, reunir um apoio forte o suficiente para confrontar o governo de Kun. O Comitê Nacional Húngaro fez repetidos apelos pela intervenção das tropas da Entente na Hungria. No dia 5 de maio um governo contrarrevolucionário foi formado em Arad e logo foi transferido para Szeged, zona sob proteção francesa.
Houve revoltas em abril e no início de maio, coincidindo com as várias vitórias romenas na frente. Os ferroviários entraram em greve, exigindo sua liberação do serviço militar e a formação de um governo exclusivamente socialista, interrompendo as comunicações e isolando a capital. De meados de maio até meados de junho, o número de revoltas contrarrevolucionárias dobrou em relação aos meses anteriores e recebiam cada vez mais adesões. O governo, no entanto, conseguiu resistir e interromper a ofensiva romena em 27 de abril, partindo para o ataque, apesar das revoltas camponesas em cerca de setenta aldeias, onde os fazendeiros exigiam o fim das requisições.

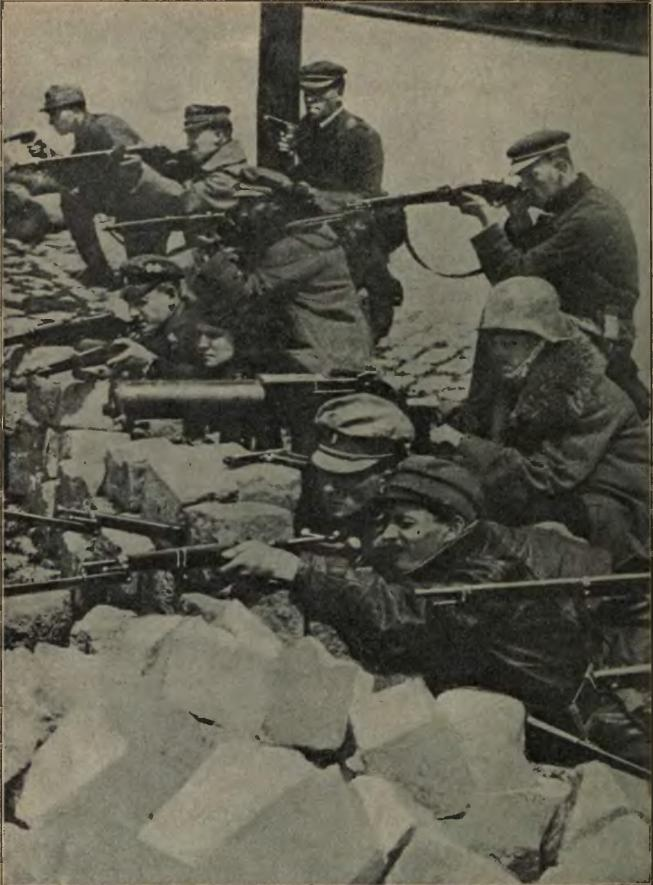
Tropas fiéis ao governo reprimindo os rebeldes durante a tentativa de golpe do dia 24 de junho.

Em 21 de abril, foi criado o "Tribunal Sumário de Justiça", presido por Szamuely e que, com o apoio de bandos armados, percorreu o território húngaro sufocando as revoltas, muitas vezes sem encontrar resistência dos camponeses rebeldes, exceto onde os oficiais comandavam as rebeliões. Estima-se que cerca de seiscentas pessoas foram assassinadas ou executadas durante o período soviético na Hungria, das quais 73% eram camponeses, 9,9% oficiais, 8,2% burgueses e 7,8% proprietários de terras, sem contar os aristocratas entre as vítimas.
Dia 5 de junho quatro mil camponeses marcharam sobre Sopron, mas foram rechaçados pela guarnição da cidade. Em 24 de junho, houve revoltas contra o governo na capital e nas províncias, rapidamente sufocadas. Mal planejada, mal coordenada e com falta de apoio, a tentativa de derrubar o governo fracassou. Originalmente, o golpe seria apoiado pelos socialistas moderados e a guarnição da capital. No último momento, os socialistas não se fizeram presentes e as poucas unidades da guarnição que se sublevaram foram derrotadas em poucas horas. Após a revolta, vários socialistas abandonaram o governo, que foi reduzido de trinta e seis comissários para onze.
Enquanto isso, os representantes dos Aliados em Viena, sem o apoio de seus respectivos governos, tentaram derrubar o governo de Kun e substituí-lo por um novo gabinete socialista com Gyula Peidl à frente.

## Queda da república soviética

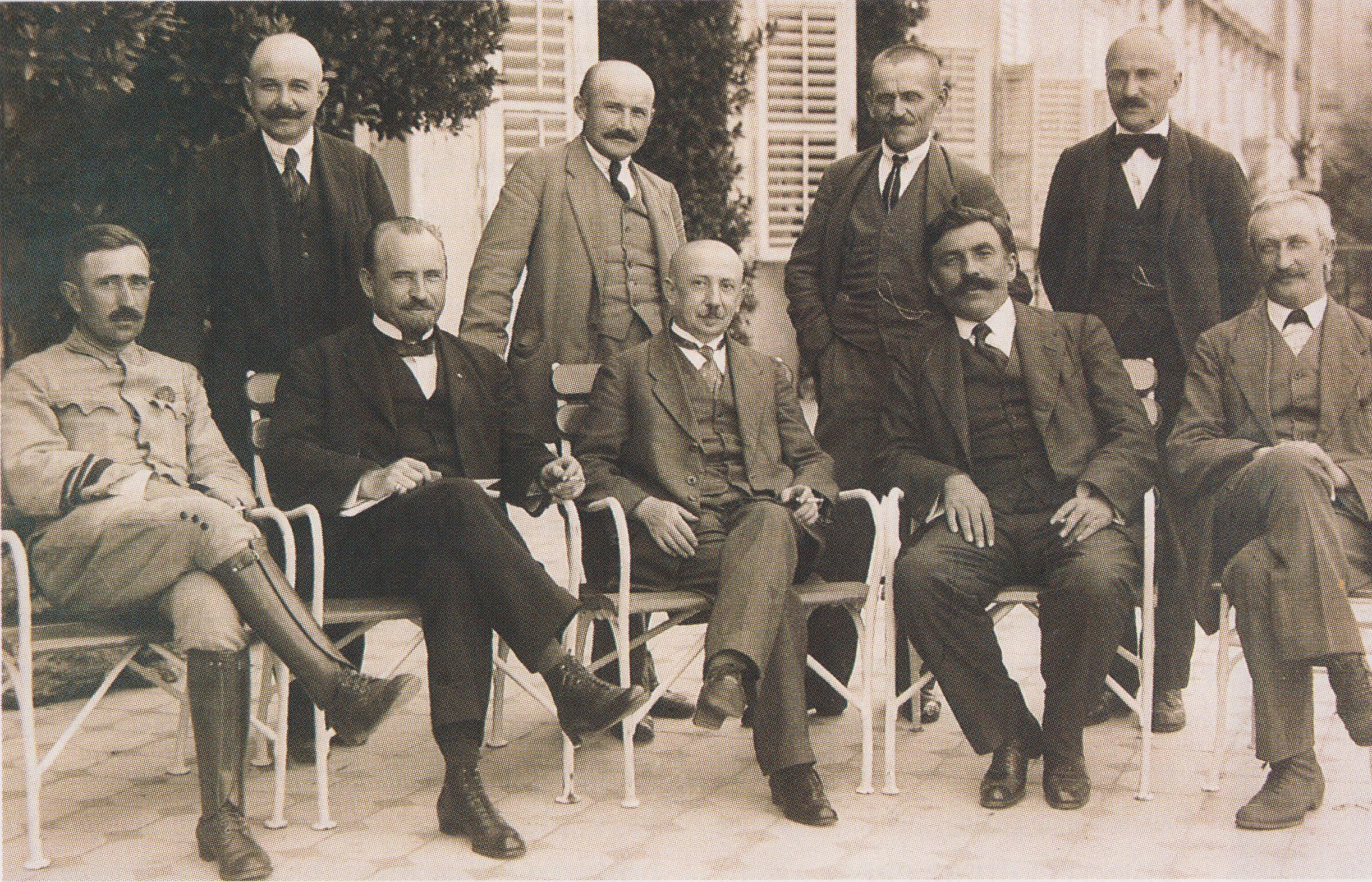
O efêmero gabinete de Gyula Peidl, formado em agosto de 1919.

Após a derrota militar no leste, o governo foi perdendo o apoio dos sindicatos. No dia 31 de julho, uma reunião da Junta de Sindicatos com quarenta e seis dirigentes sindicais presentes votou contra a manutenção do sistema soviético. Na ocasião, só houve três votos favoráveis. O resultado foi imediatamente comunicado à Kun, que no dia anterior recusou-se a renunciar e afirmou que o Exército podia continuar seus combates na frente. O Conselho de Governo então convocou uma reunião extraordinária do Conselho Operário de Budapeste para o dia seguinte.
No dia 1º de agosto, um novo governo formado por líderes sindicais moderados foi nomeado durante a sessão do Conselho Operário de Budapeste. Gyula Peidl, o novo primeiro-ministro, rejeitava o sistema soviético e não compareceu no conselho. Imediatamente após a sua destituição, alguns dos mais destacados dirigentes comunistas passaram à clandestinidade. Naquela mesma noite, Kun recebeu a confirmação de que o governo austríaco estava disposto a conceder asilo a ele e a alguns de seus seguidores. Junto com alguns ex-comissários de seu governo, ele deixou Budapeste em dois trens, chegando em Viena nas primeiras horas do dia 2 de agosto depois de ser hostilizado por multidões anticomunistas ao longo da estação na capital húngara.

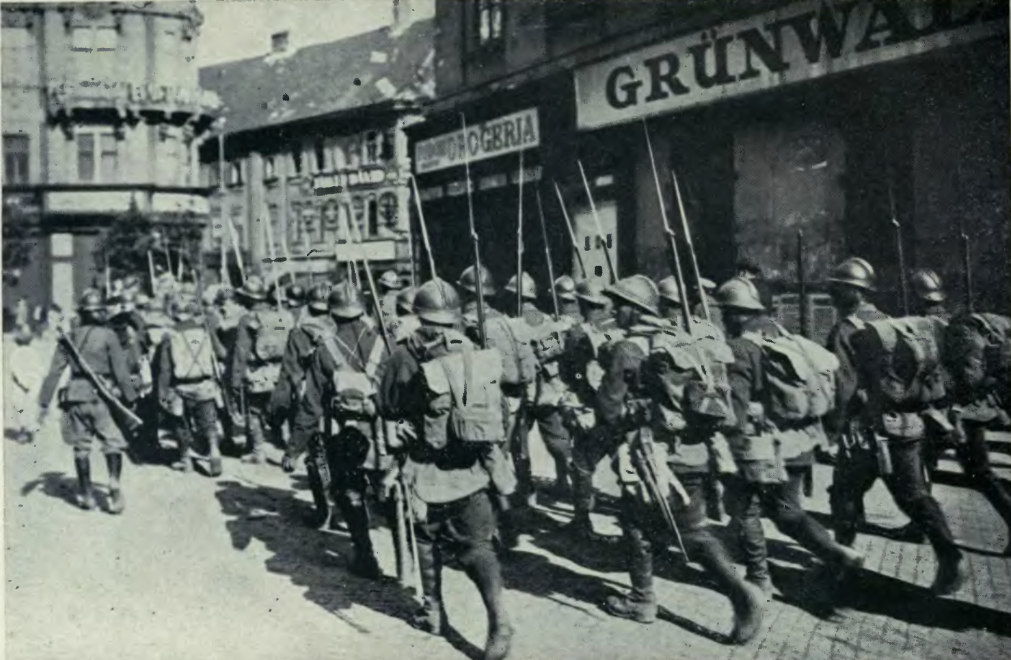
Tropas romenas entrando em Budapeste.

O novo governo de Gyulia Peidl, controlado pelos socialistas moderados, contou com a participação de quatro comissários do gabinete de Kun. No dia 2 de agosto, a república soviética foi abolida com a restauração da República Democrática Húngara. Ao cair da noite, as forças romenas encontravam-se à 20km da capital e na tarde do dia seguinte suas primeiras unidades entraram em Budapeste. Privado do controle efetivo das poucas unidades remanescentes, o novo governo não pôde impedir a entrada da maior parte das tropas romenas em Budapeste no dia 4, de modo que não houve resistência. Após a derrota dos comunistas, a Romênia tentou, sem sucesso, obter o consentimento da Iugoslávia e da Tchecoslováquia para formar um governo fantoche em Budapeste. Poucos dias depois, em 6 de agosto, um grupo de contrarrevolucionários derrotou o governo de Peidl. István Friedrich, que havia participado do gabinete de Károlyi, ocupou a presidência do novo Conselho de Ministros, enquanto o arquiduque José Augusto da Áustria, primo distante do último imperador austro-húngaro, ocupou as funções de chefe de Estado.